# Messinea plana
Messinea plana är en insektsart som beskrevs av De Lotto 1967. Messinea plana ingår i släktet Messinea och familjen skålsköldlöss. Inga underarter finns listade i Catalogue of Life.